# Callyna apicalis
Callyna apicalis är en fjärilsart som beskrevs av Pieter Cornelius Tobias Snellen 1880. Callyna apicalis ingår i släktet Callyna och familjen nattflyn. Inga underarter finns listade i Catalogue of Life.